# Động đất Eshkashem 2016
Động đất Eshkashem 2016 (tiếng Trung: 2016年阿富汗地震) là trận động đất xảy ra vào lúc 14:58, ngày 10 tháng 4 năm 2016. Trận động đất có cường độ 6.6 richter, tâm chấn độ sâu khoảng 210,4 km. Hậu quả trận động đất đã làm 6 người chết, 46 người bị thương.